# Szkwa (rivière)
Szkwa (Skwa, Rozoga) est une rivière du nord-est de la Pologne, affluent droit de la Narew,, d'une longueur de 103 km et avec une superficie de bassin de 482 km².

## Description
La rivière coule au-dessus du lac Świętajno (pl) et se jette dans la rivière Narew à 16 km au-dessus d'Ostrołęka. Il coule de la région des lacs de Mazurie jusqu'aux basses terres de la Mazovie du Nord (pl), dans les voïvodies de Varmie-Mazurie et de Mazovie. Il y a plusieurs seuils sur la rivière qui élèvent le niveau de l'eau jusqu'à 1,5 m, notamment : dans le village de Tartak. La rivière est régulée sur la majeure partie de sa longueur.
Aucun nom n'est utilisé au-dessus du lac, jusqu'à Rozógi la rivière s'appelle Rozoga, en bas, jusqu'au confluent avec Narew, elle s'appelle Szkwa. Cependant, l'utilisation des deux noms peut être trompeuse, car une autre Rozoga (pl) coule parallèlement à elle, à quelques kilomètres à l'ouest.
Principaux affluents : Piasutna, Wilamowski Rów.
Villes importantes sur la rivière Szkwa : Kolonia (de), Długi Borek (de), Rozogi (pl), Grądzkie, Tartak, Szafranki, Brzozowa, Dąbrówka, Gąski, Szkwa, Lipniki (district de Struga).